# Велика награда Немачке 1994.
Велика награда Немачке 1994. године је била трка у светском шампионату Формуле 1 1994. године која се одржала на аутомобилској стази „Хокенхајмринг“ у Хокенхајму, 31. јула 1994. године.
Победник је био Герхард Бергер, другопласирани Оливије Панис, док је трку као трећепласирани завршио Ерик Бернар.